# Alexei Alexandrowitsch Dymowski

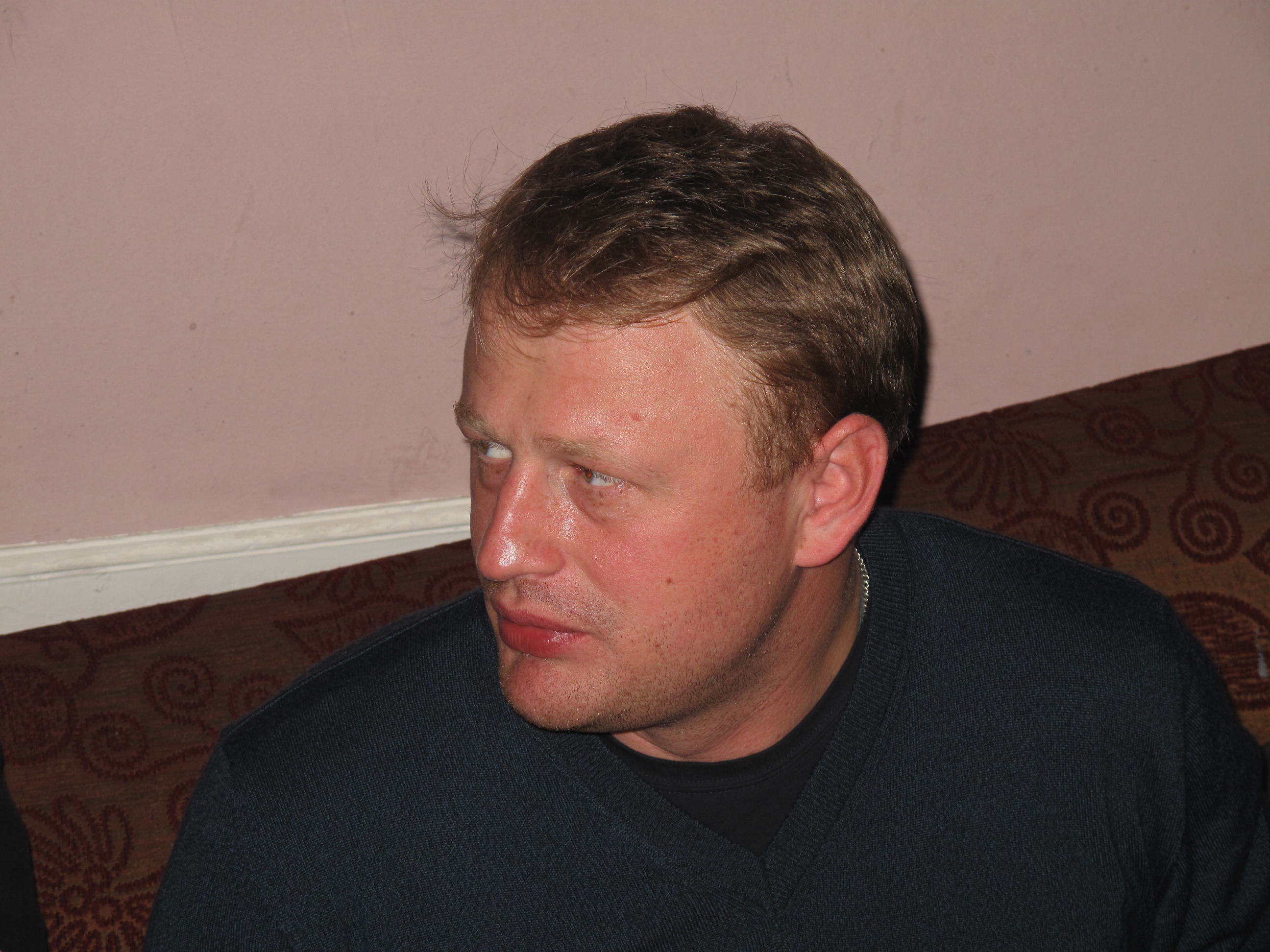
Alexei Dymowski, am 22. November 2009

Alexei Alexandrowitsch Dymowski (russisch Алексей Александрович Дымовский; * 28. August 1977 in Blagoweschtschensk) ist ein ehemaliger russischer Milizmajor der Anti-Drogen-Behörde in Noworossijsk. Im November 2009 prangerte er in einem vielbeachteten Aufruf auf der Video-Plattform YouTube Missstände und Korruption in der russischen Exekutive an. Anfang Januar 2010 wurde er verhaftet, jedoch nach zwei Monaten zu einer Geldstrafe verurteilt und vorerst auf freien Fuß gesetzt.

## Leben
Er wuchs im russischen fernen Osten in der Oblast Amur nahe der chinesischen Grenze auf und beendete 1992 die Sekundärschule in Swobodny, wo er anschließend eine Ausbildung an der Technischen Eisenbahnerschule begann, die er 1996 abschloss. Daraufhin absolvierte er bis 1998 seinen Militärdienst und begann im Februar 2000 eine Karriere als Polizist beim Russischen Innenministerium. Bis 2004 war er in Swobodny bei der Abteilung für interne Angelegenheiten (OWD) tätigt und wechselte 2005 zum Direktorat für interne Angelegenheiten (UWD) in Noworossijsk in der Region Krasnodar. 2007 wurde er dort dem Morddezernat zugeteilt und 2008 wechselte er in die Abteilung für Drogenbekämpfung. Im Mai 2009 wurde er zum Major der Miliz befördert.

## Kritik an der Miliz
Schon seit längerem war Dymowski mit den Zuständen in der russischen Miliz unzufrieden. Im Jahr 2007 versuchte er erstmals an die Öffentlichkeit zu treten, indem er in der Fernsehshow Der direkte Draht zu Putin anrief und eine Frage zu Polizeiwillkür in Noworossijsk stellte. Er wurde damals allerdings nicht zum Präsidenten durchgeschaltet. In der folgenden Zeit litt er unter den anstrengenden Arbeitsbedingungen als Milizionär, die sich unter anderem in gesundheitlichen Problemen mit seiner linken Schulter bemerkbar machten. 2009 wurde ihm eine Beförderung zum Major angeboten, allerdings mit der Bedingung, einen Gegner seines Vorgesetzten zu diskreditieren, indem er dessen Sohn Haschisch unterschmuggeln sollte, um diesen daraufhin zu verhaften. Im Mai 2009 wurde er schließlich befördert, jedoch ohne die geforderte Bedingung im Anschluss zu erfüllen.
Am 5. November 2009 machte er schließlich seinem Unmut Luft, indem er zwei Video-Clips aufnahm und diese bei YouTube online stellte, in denen er seine Sicht auf die Missstände in der Miliz darstellte. Darin richtet er sich direkt an Ministerpräsident Putin und prangert die Korruption innerhalb des Polizeiapparats an, die schlechte Bezahlung der unteren Dienstgrade, die anstrengenden Arbeitsbedingungen mit Überstunden und Wochenenddiensten, sowie den Druck von der Politik, möglichst gute Verbrechensaufklärungsstatistiken zu liefern, wodurch auch immer mehr Unschuldige ins Gefängnis kämen. Schließlich geht er im Detail auf seine eigenen unmittelbaren Probleme ein und erläutert seinen Gewissensnotstand rund um seine Beförderung. Dabei nennt er die Namen seinen örtlichen Vorgesetzten und belastet sich in einer Art Beichte auch selber. Innerhalb kurzer Zeit wurden diese zwei Videos mehrere hunderttausendmal angeklickt und russische wie internationale Medien berichteten darüber. Die Angelegenheit wurde zu einem Politskandal.
Er wurde kurz darauf vom Dienst suspendiert und ihm wurde vorgeworfen, mit ausländischen NGOs zusammenzuarbeiten, etwa der amerikanischen USAID. Damit sollten seine Vorwürfe als vom Ausland gesteuerte Propaganda diskreditiert werden. Am Dienstag, den 10. November 2009, gab der nach Moskau gereiste Dymowski eine Pressekonferenz, auf der er sich gegenüber den Vorwürfen verteidigte. Diese schnelle Organisation dieser Pressearbeit und die Tatsache, dass er von mehreren Autos zu diesem Termin begleitet wurde, verstärkten jedoch den Verdacht, hinter diesem einfachen Polizist aus der Provinz stünden unbekannte Hintermänner. Innenminister Nurgalijew sandte daraufhin jedoch eine Untersuchungskommission nach Noworossijsk. Am 22. Januar wurde Dymowski schließlich verhaftet und ins Gefängnis von Krasnodar gebracht. Sein Anwalt beklagte die schweren Haftbedingungen und erklärte, dass sein Mandant durch die Inhaftierung mundtot gemacht werden soll. Zur selben Zeit kamen jedoch immer mehr Polizeiskandale aus anderen Regionen an die Öffentlichkeit, wodurch sich der Druck auf die Politik erhöhte. In Tomsk war am 20. Januar ein Journalist erschossen worden, wodurch vier Tage später der dortige Polizeichef auf direkte Anweisung von Präsident Medwedew entlassen wurde. In Moskau lehnte sich zur selben Zeit eine Sondereinheit der OMON öffentlich wegen Korruptionsvorwürfen gegen ihren Vorgesetzten auf. Daraufhin wurden 19 hochrangige Mitarbeiter des Innenministeriums entlassen, darunter der Moskauer Polizeichef, sowie 16 weitere Polizeichefs in den Regionen.
Ende März 2010 wurde Dymowski zu einer Geldstrafe von 1.330 Euro verurteilt, wie die Zeitung Kommersant berichtete. Anderen Quellen zufolge, die sich auf die AFP berufen, beträgt die Strafe jedoch 2.500 Euro. Des Weiteren soll eine öffentliche Entschuldigung von ihm gefordert worden sein. Er wurde zunächst auf freien Fuß gesetzt.